# Terremoto de Coquimbo de 2019
El terremoto de Coquimbo de enero de 2019 fue un sismo de mayor intensidad que sacudió principalmente a la conurbación La Serena-Coquimbo, en Chile, el sábado 19 de enero de 2019 a las 22:32 hora local. Su epicentro se localizó frente a las costas de la Región de Coquimbo y tuvo una magnitud de 6.7 Mw. En la escala de Mercalli, el sismo alcanzó una intensidad VIII.
Posteriormente a este evento se han registrado más de 95 réplicas de entre a M2.5 a M5.1
A raíz del fuerte sismo, se han registrado daños de diferente consideración en casas, edificios y hospitales, además de rodados de piedras y rocas en las carreteras de la región.

## Intensidades
El terremoto se sintió en 3 regiones de la Zona Central (Región de Valparaíso, Metropolitana y Región de O'Higgins), 2 regiones de la Zona Norte (Región de Coquimbo, Región de Atacama) y en 4 provincias de Argentina.
Intensidades del terremoto en la escala de Mercalli en Chile según la Onemi.
| Localidad        | Región        | Intensidad |
| ---------------- | ------------- | ---------- |
| Alto del Carmen  | Atacama       | V          |
| Caldera          | Atacama       | IV         |
| Chañaral         | Atacama       | IV         |
| Copiapó          | Atacama       | V          |
| Diego de Almagro | Atacama       | IV         |
| Freirina         | Atacama       | VI         |
| Huasco           | Atacama       | VI         |
| Tierra Amarilla  | Atacama       | V          |
| Vallenar         | Atacama       | VI         |
| La Higuera       | Coquimbo      | VI         |
| Gran La Serena   | Coquimbo      | VIII       |
| Los Vilos        | Coquimbo      | IV         |
| Vicuña           | Coquimbo      | VII        |
| Algarrobo        | Valparaíso    | III        |
| La Calera        | Valparaíso    | V          |
| Cartagena        | Valparaíso    | III        |
| Casablanca       | Valparaíso    | V          |
| El Quisco        | Valparaíso    | III        |
| El Tabo          | Valparaíso    | III        |
| La Cruz          | Valparaíso    | V          |
| Llay-Llay        | Valparaíso    | V          |
| Los Andes        | Valparaíso    | IV         |
| Nogales          | Valparaíso    | V          |
| Olmué            | Valparaíso    | V          |
| Puchuncaví       | Valparaíso    | V          |
| Putaendo         | Valparaíso    | V          |
| Quillota         | Valparaíso    | V          |
| Quilpué          | Valparaíso    | IV         |
| San Antonio      | Valparaíso    | III        |
| San Felipe       | Valparaíso    | V          |
| Santa María      | Valparaíso    | V          |
| Santo Domingo    | Valparaíso    | III        |
| Valparaíso       | Valparaíso    | V          |
| Viña del Mar     | Valparaíso    | V          |
| Villa Alemana    | Valparaíso    | V          |
| Zapallar         | Valparaíso    | VI         |
| El Monte         | Metropolitana | V          |
| Padre Hurtado    | Metropolitana | V          |
| Peñaflor         | Metropolitana | V          |
| Puente Alto      | Metropolitana | V          |
| San Bernardo     | Metropolitana | V          |
| Santiago         | Metropolitana | V          |
| Talagante        | Metropolitana | V          |
| Chimbarongo      | O'Higgins     | II         |
| Graneros         | O'Higgins     | III        |
| La Estrella      | O'Higgins     | III        |
| Las Cabras       | O'Higgins     | IV         |
| Litueche         | O'Higgins     | IV         |
| Mostazal         | O'Higgins     | IV         |
| Navidad          | O'Higgins     | IV         |
| Peralillo        | O'Higgins     | III        |
| Rancagua         | O'Higgins     | IV         |
| San Fernando     | O'Higgins     | IV         |
| Santa Cruz       | O'Higgins     | IV         |

Intensidades del terremoto en la escala de Mercalli en Argentina según el INPRES.
| Localidad     | Provincia | Intensidad |
| ------------- | --------- | ---------- |
| Vinchina      | La Rioja  | IV-V       |
| San Juan      | San Juan  | IV         |
| Zonda         | San Juan  | IV         |
| Santa Lucía   | San Juan  | IV         |
| Guandacol     | La Rioja  | IV         |
| Mendoza       | Mendoza   | IV         |
| Las Heras     | Mendoza   | IV         |
| Rivadavia     | Mendoza   | IV         |
| Godoy Cruz    | Mendoza   | IV         |
| La Rioja      | La Rioja  | III-IV     |
| Córdoba       | Córdoba   | III        |
| Villa Allende | Córdoba   | III        |
| Villa Dolores | Córdoba   | III        |

## Tsunami
La Onemi declaró una alerta preventiva de tsunami para las costas de la región de Coquimbo. A los minutos después el Servicio Nacional de Maremotos de Chile (SNAM) dependiente del Servicio Hidrográfico y Oceanográfico de la Armada de Chile (SHOA) descartó la probabilidad de un tsunami en las costas de Chile, por lo que Onemi decidió cancelar la alerta preventiva de tsunami en la región.